# ريمكو باسفير
ريمكو باسفير (بالهولندية: Remko Pasveer) (8 نوفمبر 1983 بأنسخديه في هولندا - ) هو لاعب كرة قدم هولندي في مركز حراسة المرمى. شارك مع منتخب هولندا تحت 21 سنة لكرة القدم. أما مع النوادي، فقد لعب مع تفينتي أنشخيدة وغو أهد إيغلز ونادي آيندهوفن وهيراكليس ألميلو وJong PSV ‏.

## روابط خارجية
- ريمكو باسفير على موقع الاتحاد الأوربي (الإنجليزية)
- ريمكو باسفير على موقع قاعدة بيانات كرة القدم.إي يو (الإنجليزية)
- ريمكو باسفير على موقع ليكيب (الفرنسية)
- ريمكو باسفير على موقع ناشيونال فوتبول تيمز (الإنجليزية)
- ريمكو باسفير على موقع Soccerway.com (الإنجليزية)
- ريمكو باسفير على موقع عالم كرة القدم.نت (الإنجليزية)
- ريمكو باسفير على موقع AS.com (الإسبانية)